# Porcellio acutiserra
Porcellio acutiserra är en kräftdjursart som beskrevs av Barnard1940. Porcellio acutiserra ingår i släktet Porcellio och familjen Porcellionidae. Inga underarter finns listade i Catalogue of Life.